# Habenaria jaegeri
Habenaria jaegeri är en orkidéart som beskrevs av Victor Samuel Summerhayes. Habenaria jaegeri ingår i släktet Habenaria och familjen orkidéer. Inga underarter finns listade i Catalogue of Life.